# Aéroport de Daqing Sartu
Pour les articles homonymes, voir DQA.
L'aéroport de Daqing Sartu  (code IATA : DQA • code OACI : ZYDQ) est un aéroport desservant la ville de Daqing dans la province du Heilongjiang, en Chine. Sa construction démarre en 2007, et est inauguré le 1er septembre 2009.

## Installations
L'aéroport dispose d'une piste unique de 2 600 mètres de long et de 45 mètres de large, et d'un terminal de 14 000 m2. Il peut accueillir 1,5 million de passagers annuels.

## Compagnies aériennes et destinations
| Compagnies              | Destinations |
| ----------------------- | --- |
| Air China               | Pékin-Capitale, Hangzhou-Xiaoshan, Shenyang, Tianjin Binhai, Wuhan, Yantai                                                     |
| China Eastern Airlines  | Pékin-Capitale, Qingdao-Jiaodong, Shanghai-Hongqiao, Yantai                                                                    |
| China Southern Airlines | Pékin-Capitale, Chengdu-Shuangliu, Dalian-Zhoushuizi, Canton-Baiyun, Hailar, Qingdao-Jiaodong, Shanghai-Pudong, Xi'an-Xianyang |
| Juneyao Airlines        | Nankin, Wēihǎi |

Édité le 14/04/2018